# Hans Kloebe

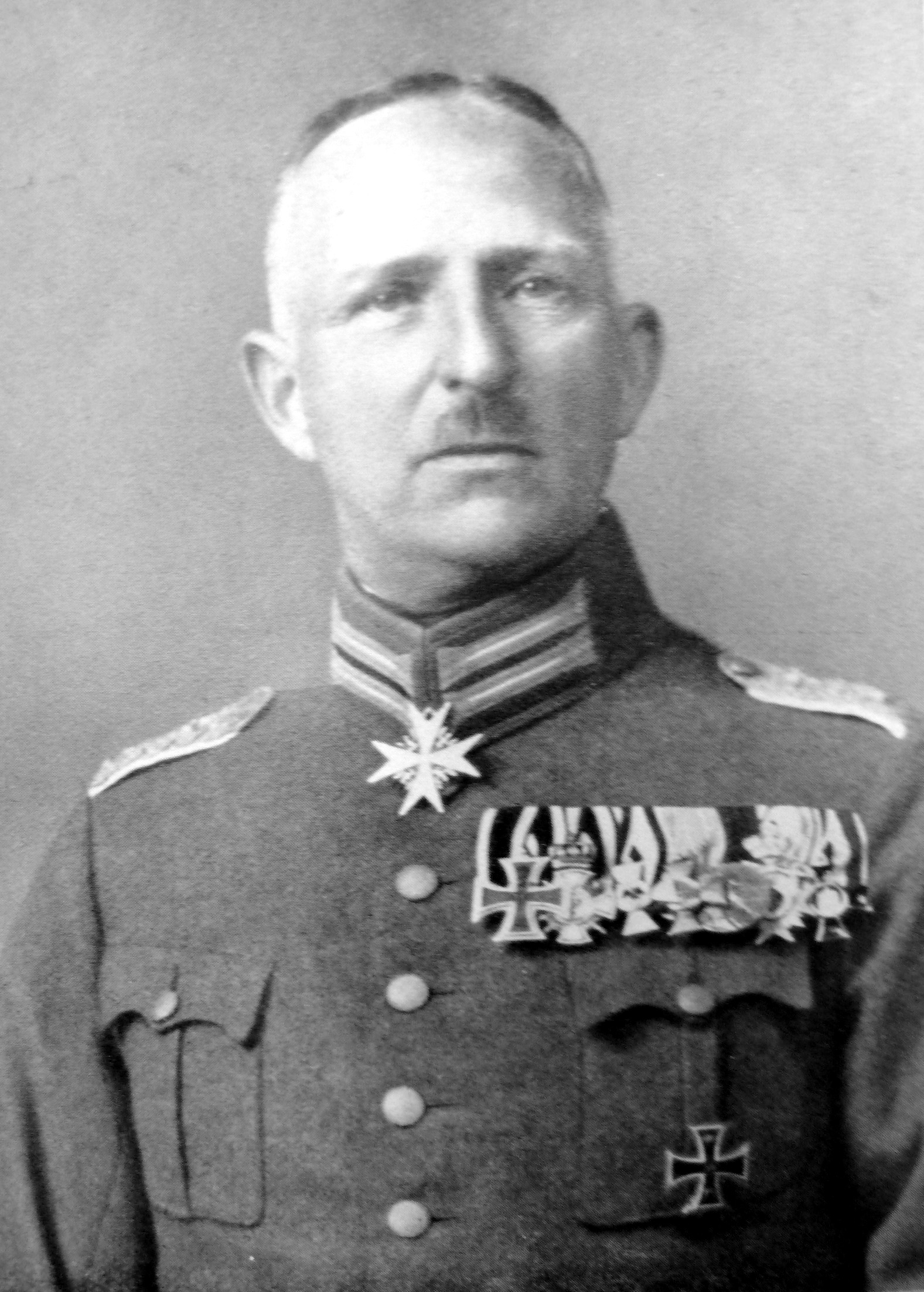
Hans Kloebe mit „Pour le Mérite“ und großer „Ordensschnalle“

Hans Kloebe (* 13. Februar 1870 auf Syros, Griechenland; † 21. November 1958 in Bad Pyrmont) war ein deutscher Generalleutnant des Heeres der Wehrmacht.

## Leben
Kloebe lebte bis zu seinem 12. Lebensjahr im Elternhaus auf der Insel Syros in Griechenland. Danach erfolgte seine Schulbildung an deutschen Gymnasien. Im November 1890 trat er als Fahnenjunker in das 8. Rheinische Infanterie-Regiment Nr. 70 der Preußischen Armee in Saarbrücken ein. Dort wurde er am 22. August 1891 zum Sekondeleutnant befördert und fungierte von Oktober 1894 für fünf Jahre als Adjutant des I. Bataillons. Nach der Beförderung zum Oberleutnant war Kloebe vom 1. Oktober 1902 bis 12. Februar 1906 als Regimentsadjutant tätig. Daran schloss sich mit der Beförderung zum Hauptmann eine Verwendung als Adjutant des Gouvernements Metz an. Am 10. September 1910 kehrte Kloebe in den Truppendienst zurück und wurde Kompaniechef im 3. Lothringischen Infanterie-Regiment Nr. 135. Mit seiner Beförderung zum Major stieg er am 1. Oktober 1913 in den Regimentsstab auf.
Bei Ausbruch des Ersten Weltkriegs wurde am 2. August 1914 durch das 3. Lothringische Infanterie-Regiment Nr. 135 das Reserve-Infanterie-Regiment Nr. 98 gebildet. Kloebe wurde daraufhin zum Kommandeur zum II. Bataillons im Reserve-Infanterie-Regiment Nr. 98 ernannt, welches er in den schweren Kämpfen um Fort Vaux vor Verdun bis März 1916 führte. Im April 1916 übernahm er als Kommandeur das Reserve-Infanterie-Regiment Nr. 6. Durch Kabinettsorder vom 11. Dezember 1916 wurde Kloebe dann zum Kommandeur des Infanterie-Regiment „von Boyen“ (5. Ostpreußisches) Nr. 41 ernannt, welches er bis Kriegsende führte. Der 1916 bei Fort Vaux errichtete Kloebe-Stollen wurde nach ihm benannt.
In den Abwehrkämpfen im Rahmen der Frühjahrsschlacht bei Arras, insbesondere an den von der Obersten Heeresleitung als Großkampftage geführten 26. bis 27. April und 3. Mai 1917, hatte sich Kloebe mit seinem Regiment bewährt. Nachdem er beide Klassen des Eisernen Kreuzes erhalten hatte, wurde ihm daher das Ritterkreuz des Königlichen Hausordens von Hohenzollern mit Schwertern verliehen. Am 30. November 1917 begann die Schlacht von Cambrai, bei der sich Kloebe wiederum als „kaltblütiger und umsichtiger Führer“ zeigte. So eroberte er mit seinem Regiment die Höhe 100 westlich des Bourlon-Waldes und hielt sie gegen starke britische Angriffe. Für diese herausragende Tat wurde Kloebe zur Verleihung des Ordens Pour le Mérite vorgeschlagen. Er erhielt die höchste preußische Tapferkeitsauszeichnung schließlich am 20. Januar 1918.

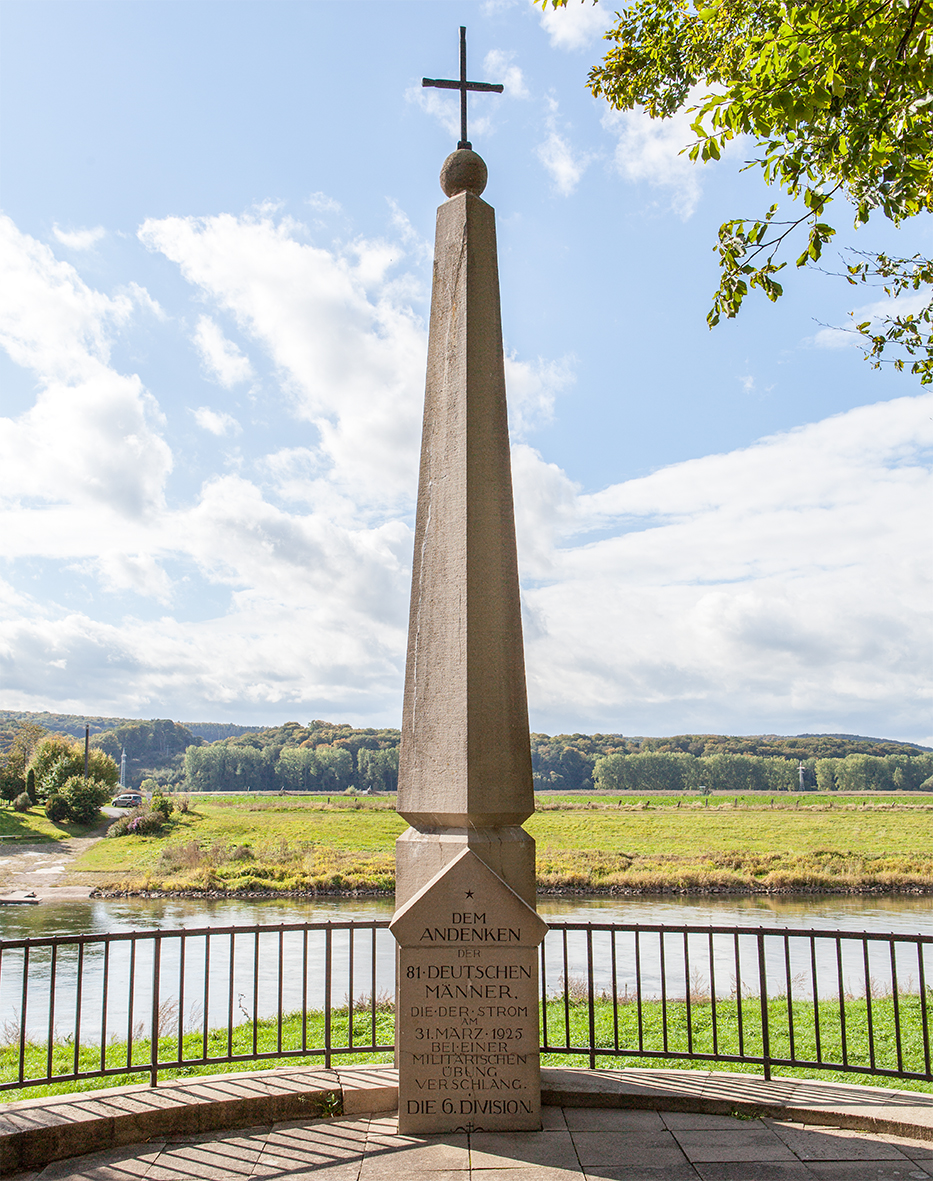
Denkmal zur Erinnerung an das Unglück vom 31. März 1925 in Veltheim

Im April 1919 trat Kloebe dem Freikorps Lettow-Vorbeck und später dem 5. Marine-Regiment der Marine-Brigade von Loewenfeld bei. Mit den ihm anvertrauten Freiwilligen war er in Oberschlesien und Breslau im Grenzschutz Ost und für die Wiederherstellung der öffentlichen Ordnung befasst. 1920 erfolgte die Beförderung zum Oberstleutnant und Kloebe wurde am 1. Oktober 1920 zur Vorläufigen Reichswehr in den Stab des neu aufgestellten Infanterie-Regiments 9 übernommen. Am 23. März 1921 wurde die Reichswehr der Weimarer Republik gegründet. Kloebe erhielt das Patent als Oberst, wurde am 1. April 1921 zum Stadtkommandanten von Berlin ernannt und war zugleich Kommandeur des Wachregiments Berlin. Am 1. Dezember 1922 wurde Kloebe zum Kommandeur des 18. Infanterie-Regiments in Paderborn ernannt. Während einer Militärübung des Regiments kamen am 31. März 1925 beim Veltheimer Fährunglück auf der Weser 81 Menschen, darunter auch ein Zivilist, ums Leben. An das tragische Ereignis erinnert heute noch ein Denkmal in Veltheim.
Eine Untersuchungskommission entlastete die Regimentsleitung bezüglich der Verantwortung dieser Katastrophe. Als Regimentskommandeur übernahm Kloebe die politische Verantwortung und wurde unter Verleihung des Charakters als Generalmajor in den Ruhestand verabschiedet.
Nach seiner Verabschiedung betätigte sich Kloebe von 1928 bis 1936 als Führer des Landesverbandes Westfalen im Deutschen Offiziersbund. Anschließend war er bis Ende September 1938 Führer der Gruppe Münster des Soldatenbundes im Wehrkreis VI. Zwischenzeitlich hatte man Kloebe am 27. Juli 1938 zur Verfügung des Heeres der Wehrmacht gestellt, ohne ihm jedoch ein aktives Kommando zu übergeben. Anlässlich des Tannenberg-Tages wurde Kloebe am 27. August 1939 der Charakter als Generalleutnant verliehen. Nach dem Beginn des Zweiten Weltkriegs fungierte er vom 15. November 1939 bis zum 30. Juni 1943 als Führer des Gaukriegerverband Mitte mit Sitz in Hannover. Am 30. April 1943 hatte man seine z.V.-Stellung aufgehoben.

## Familie
Kloebe war mit Adelheid Korn verheiratet. Aus dieser Ehe gingen die drei Töchter Sigrid (* 16. Dezember 1896), Ingeborg (* 13. Oktober 1902) und Margot (* 11. Januar 1904) hervor.